# 温迪·弗里德曼
温迪·劳雷尔·弗里德曼（英語：Wendy Laurel Freedman，1957年7月17日—），加拿大-美国天文学家，加利福尼亚州帕萨迪纳和智利拉斯坎帕纳斯卡内基天文台的主任，最知名于对哈勃常数的测量。她现在是芝加哥大学John & Marion天文学和天体物理学教授。她的主要研究兴趣是观测宇宙学，重点是测量当前和过去的宇宙膨胀速率，并刻画暗能量的本质。

## 奖项和荣誉

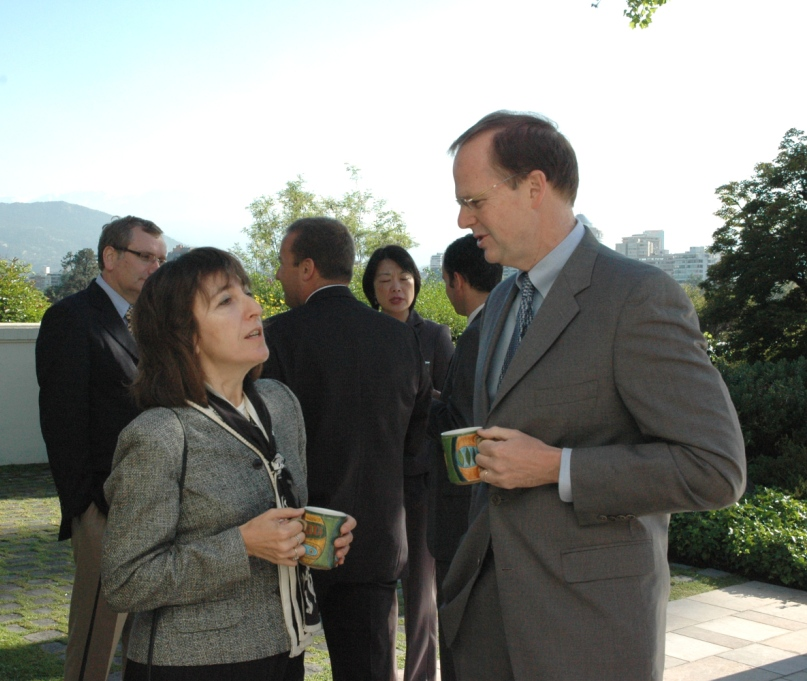
弗里德曼与美国驻智利大使，2009年

弗里德曼当选了美国国家科学院，美国哲学学会，美国文理科学院以及美国物理学会的院士。

## 个人生活
弗里德曼的丈夫是她的长期合作者巴里·F·马多尔。他们有两个孩子。

## 延伸阅读
- Shearer, Benjamin F; Shearer, Barbara Smith. . Westport, Conn.: Greenwood Press. 1997  [2018-04-19]. ISBN 9780313293030. （原始内容存档于2021-03-09）.
- Armstrong, Mabel. . Marcola, Ore.: Stone Pine Press. 2008  [2018-04-19]. ISBN 9780972892957. （原始内容存档于2019-05-03）.